# Comté d'Owyhee
Le comté d’Owyhee est l’un des 44 comtés de l’État de l'Idaho. Son nom est une déformation d'Hawaï, en témoignage des trappeurs hawaïens qui ont exploré la région dans les années 1819 et 1820. Le comté a été fondé le 31 décembre 1863.
Son siège est situé à Murphy et sa plus grande ville est Homedale.

## Localisation
|                             | Comté de Canyon, Comté d'Ada Comté d’Elmore |                     |
| Comté de Malheur, (Oregon)  | Comté d'Owyhee                              | Comté de Twin Falls |
| Comté de Humboldt, (Nevada) | Comté d'Elko, (Nevada)                      |                     |

## Démographie
| 1870  | 1880  | 1890  | 1900  | 1910  | 1920  |
| ----- | ----- | ----- | ----- | ----- | ----- |
| 1 713 | 1 426 | 2 021 | 3 804 | 4 044 | 4 694 |

| 1930  | 1940  | 1950  | 1960  | 1970  | 1980  |
| ----- | ----- | ----- | ----- | ----- | ----- |
| 4 103 | 5 652 | 6 307 | 6 375 | 6 422 | 8 272 |

| 1990  | 2000   | 2010   | - | - | - |
| ----- | ------ | ------ | - | - | - |
| 8 392 | 10 644 | 11 526 | - | - | - |

## Zones protégées
- Owyhee River Wilderness